# Xina del Sud (continent)
El crató de la Xina del Sud o bloc de la Xina del Sud és un dels blocs continentals del Precambrià de la Xina. Tradicionalment es divideix en el bloc Yangtze al NW i el bloc Cathaysia al SE. La falla Jiangshan-Shaoxing representa el límit de sutura entre els dos subblocs. Un estudi recent suggereix que el bloc de la Xina del Sud possiblement té un subbloc més que es diu Tolo Terrane. Les roques més antigues del bloc de la Xina del Sud es troben dins del complex Kongling, que produeix edats de datació urani-plom de 3,3-2,9 Ga.
Hi ha tres raons importants per estudiar el bloc de la Xina del Sud. En primer lloc, el sud de la Xina acull una gran quantitat de minerals d'elements de terres rares (REE). En segon lloc, el bloc de la Xina del Sud és un component clau del supercontinent Rodínia. Per tant, aquest estudi ens ajuda a entendre més sobre el cicle del supercontinent. En tercer lloc, gairebé tots els principals clades coneguts de rèptils marins del Triàsic s'han recuperat de les seqüències sedimentàries del sud de la Xina. Són importants per entendre la recuperació marina després de l'extinció massiva del Permià-Triàsic.

## Geologia
El bloc de la Xina del Sud està format pel conjunt dels blocs de Yangtze i Cathaysia al llarg de la falla de Jiang-Shao, amb tendència al nord-est. No obstant això, l'extensió sud-oest d'aquesta sutura s'entén poc a causa de la mala exposició.
El bloc de Yangtze conté diversos soterranis cristal·lins Arqueà-Paleoproterozoic (per exemple, el Complex Kongling). Les roques ígnies estan recobertes de manera disconforme per seqüències neoproterozoiques feblement metamorfosades (per exemple, el grup Banxi) i unitats sinianes no metamorfosades. En canvi, el bloc de Cathaysia no conté cap soterrani arcaic. En canvi, està compost principalment per roques del soterrani del Neoproterozoic. Al sud-oest de Zhejiang i a l'illa de Hainan, respectivament, s'informa de l'aparició rara de roques paleoproterozoiques i mesoproterozoiques.
El magmatisme paleozoic no és comú al bloc de la Xina del Sud. Tanmateix, s'informa d'una gran província ígnia d'Emeishan del Permià tardà al marge occidental del bloc del Yangtze.
El magmatisme mesozoic és molt extens, especialment al bloc de Cataysia.

## Formació
Tradicionalment, el bloc de la Xina del Sud es va formar per la col·lisió entre el bloc de Yangtze i el bloc de Cataysia al Neoproterozoic. Van xocar per formar l'Orogen de Jiangnan. Si el Tolo Terrane existeix, el temps de formació final s'hauria d'avançar al Juràssic.
Hi ha quatre grans controvèrsies sobre el procés de fusió.
- El moment de la fusió no és clar.[7][6][8][9][10][11][12]
- El procés de fusió és incert.[10][13][14][15][16]
- La gènesi del magmatisme posterior a la col·lisió del Neoproterozoic (830—740 Ma) no està clara.[11][17][18][19][20][21][22][23][24]
- La posició al supercontinent de Rodínia és controvertida.[6][18][21][22][23][25][26][27][19][28]

#### El moment de la fusió
Hi ha dues escoles de pensament.
- Estaven separats per un oceà paleozoic primerenc o tardà.[8] El tancament de l'oceà per subducció va provocar una amalgama al Silurià o Triàsic.[8] Tanmateix, no es troba cap magmatisme d'arc silúric o triàsic al llarg de l'orògen de Jiangnan.[7][9] Per tant, cada cop més investigadors van descartar aquesta hipòtesi.
- Es van reunir al Neoproterozoic.[12][6][10][11]

#### Procés d'amalgamació
S'han proposat una gran quantitat de sistemes de subducció d'un sol costat. La diversitat sorgeix de diferents maneres de subducció, incloent la subducció ortogonal, la subducció obliqua o el canvi en la polaritat de la subducció. També hi ha desacord sobre la configuració tectònica de les roques. (p. ex. arc intraoceànic versus arc continental, arc posterior versus arc anterior).
Malgrat això, només el sistema de doble subducció divergent pot proporcionar una explicació plausible sobre dues observacions clau a l'orogen de Jiangnan.

#### Posició a Rodinia
No hi ha consens sobre la posició del bloc de la Xina del Sud al supercontinent de Rodínia. La principal polèmica és si es trobava a l'interior o al marge de Rodínia.
D'una banda, es proposa que el bloc de la Xina del Sud estigui situat entre l'est d'Austràlia i l'oest de Laurèntia a l'interior de Rodínia (és a dir, hipòtesi de l'"enllaç perdut"). Diverses línies d'evidència donen suport a aquesta hipòtesi:
- Registre de superpluma: cal un bloc, assegut per sobre del cap d'un plomall de mantell, entre l'est d'Austràlia i l'oest de Laurentia.[18][21][22] El bloc de la Xina del Sud és un candidat adequat.[23]
- Registre de roques ígnies: les roques granítiques i volcàniques fèlsiques de l'illa de Hainan són similars a la província transcontinental de granit-riolita al sud de Laurèntia pel que fa a l'edat i les característiques isotòpiques.[25] Això implica una estreta proximitat geogràfica entre el bloc de la Xina del Sud i Laurèntia.

Rodínia es va reunir mitjançant esdeveniments de col·lisió globals des de 1300 Ma fins a 900 Ma. S'espera que la part central de Rodínia no enregistri cap esdeveniment de col·lisió posterior, ja que ja s'havia amalgamat. Tanmateix, hi ha proves clares que el moment final de la fusió del bloc de la Xina del Sud és molt posterior als 900 Ma. Per tant, no estava situat a la part central de Rodínia. L'evidència prové de registres litològics i estructurals.
D'altra banda, el bloc de la Xina del Sud podia haver estar situat a la perifèria de Rodínia. Pot ser que estiguès al costat del nord de l'Índia i l'oest d'Austràlia.

## Registre fòssil de rèptils marins

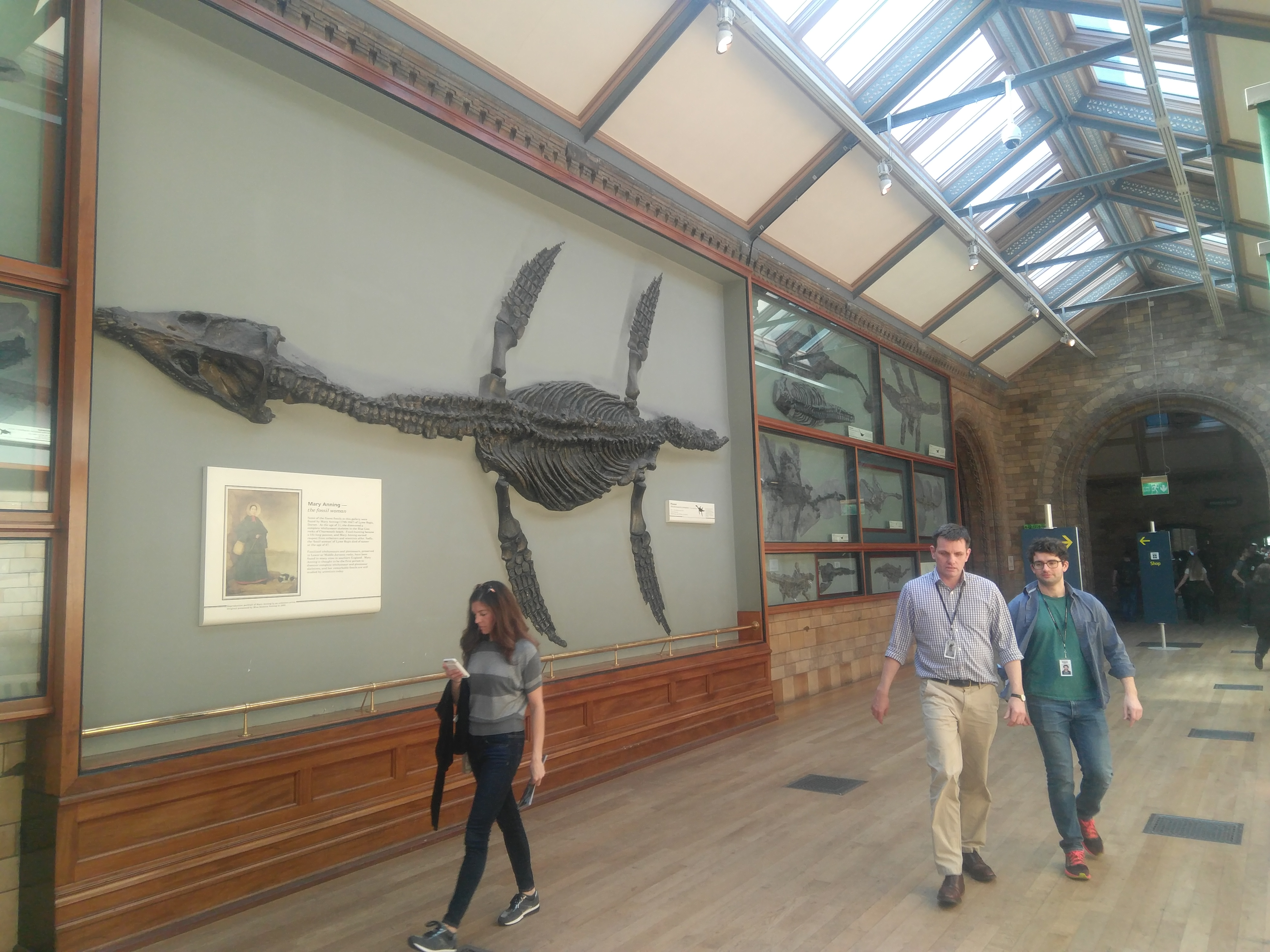
Fòssil d'ictiosaure al Museu d'Història Natural de Londres

Gairebé tots els clades coneguts de fòssils de rèptils marins del Triàsic s'han recuperat al sud de la Xina. Són depredadors alfa. La seva presència indica que s'havia establert una complexa xarxa tròfica.
L'extinció massiva del Permià-Triàsic és l'esdeveniment d'extinció més gran de la Terra. Gairebé el 90% de les espècies marines i el 70% de les espècies terrestres es van extingir.
El moment de la recuperació de l'ecosistema marí d'aquest esdeveniment és controvertit. El descobriment del fòssil de rèptil marí més antic (fa 248,81 milions d'anys), que es recull a Chaohu, al sud de la Xina, suggereix que l'ecosistema marí es va recuperar ràpidament després de l'extinció massiva.